# Rubia oppositifolia
Rubia oppositifolia là một loài thực vật có hoa trong họ Thiến thảo. Loài này được Griff. miêu tả khoa học đầu tiên năm 1848.